# Orna Donath
Orna Donath en hebreo: אורנה דונת‎; (Ramat Hasharon, 15 de octubre de 1976) es una socióloga, profesora, escritora y activista feminista israelí. Imparte clases en la Universidad de Tel Aviv, la Universidad Ben Gurion y el Colegio Académico de Tel Aviv-Yafo. Su campo de estudio se centra en las expectativas sociales que se proyectan sobre las mujeres, tanto las que son madres como las que no lo son, especialmente por elección.

## Biografía
Donath nació en Ramat Hasharon, es la segunda de dos hijas. Su madre se dedica a la informática y su padre es consultor de empresas. Terminó su máster en sociología y antropología en la Universidad de Tel Aviv en 2007. Su tesis versó sobre la ausencia voluntaria de hijos en una sociedad israelí muy pronatal. Posteriormente realizó su doctorado en la misma universidad sobre el tema del arrepentimiento de la maternidad. Ambos trabajos de investigación fueron adaptados en libros: Regretting Motherhood (2017), y Mimeni VaHal'a: Bhira Behaim Bli Yeladim BeYisrael (The choice to live without children in Israel ממני והלאה: בחירה בחיים בלי ילדים בישראל; Hakibbutz Hameuchad 2011). Después de su doctorado, Donath continuó con un nombramiento postdoctoral en la Universidad Ben Gurion, en el Center for Women's Studies and Advancement..
Cuando se publicó Mimeni VaHal'a en 2011, supuso la primera investigación de este tipo realizada en Israel. El estudio socavaba uno de los mitos más preciados de la sociedad israelí: que tener hijos es una cuestión de destino, no de elección. Donath analizó la decisión de las mujeres de no tener hijos utilizando lentes sociológicas y antropológicas, con el objetivo de explicar esta elección de forma accesible. En el libro, ofrece una visión general de la historia de la procreación humana y de cómo la procreación está controlada y dirigida por quienes tienen el poder. También repasa el concepto de infancia y su evolución a lo largo del tiempo, y concluye que en Israel, a pesar de los diversos cambios en el concepto y la estructura de la familia, la falta de hijos sigue siendo una opción que conlleva un gran estigma, y queda mucho camino por recorrer antes de que la opción de no tener hijos se considere legítima. Una de las principales distinciones en las que insiste Donath en su trabajo es entre la falta de hijos voluntaria y la "vida sin hijos", señalando que ambas no son lo mismo, y distinguiendo también la elección del antinatalismo, que es una objeción filosófica o ideológica a la procreación, por parte de cualquiera, y no simplemente una elección personal que puede hacerse por diversas razones.
El segundo libro de Donath, Regretting Motherhood (Arrepentirse de la maternidad), examina las actitudes de mujeres de diversos orígenes respecto a la crianza de los hijos, tanto antes como después de tenerlos. El libro recoge los relatos de 23 mujeres que hablan de la maternidad desde un lugar muy personal, y de su arrepentimiento por haber sido madres, aunque amen y se sientan responsables de sus hijos. Además de aportar la perspectiva individual sobre un tema que es tabú en Israel, Donath examina las actitudes comunes sobre la maternidad, la procreación, la crianza de los hijos, etc., y llega a la conclusión de que sentirse arrepentida de ser madre no significa carecer de habilidad o compromiso como madre. Pretende socavar la idea socialmente aceptada de que ser mujer incluye intrínsecamente la maternidad, y afirma que empujar a las mujeres a la maternidad puede causarles un gran sufrimiento. Donath habla de las presiones a las que se ven sometidas las mujeres, cuyas decisiones se consideran una amenaza para el statu quo. Además de su trabajo académico, Donath ha desempeñado varias funciones en el centro de crisis por violación de Hasharon, como coordinadora de educación, desarrolladora de cursos y presidenta de la asociación.

## Trabajos
Libros
- Mimeni VaHal'a: Bhira Behaim Bli Yeladim BeYisrael (Not my thing: The choice to live without children in Israel) (Hakibbutz Hameuchad (in Hebrew)) (2011)
- Regretting Motherhood: A Study (Yedioth Aharonoth (in Hebrew)) (2017)

Artículos
- Choosing Motherhood? Agency and Regret within Reproduction and Mothering Retrospective Accounts. 2014. Women's Studies International Forum, 53: 200-209, 2014
- Regretting Motherhood: A Sociopolitical Analysis. Signs: Journal of Women in Culture and Society, 40(2): 343-367, 2015